# Axyris caucasica
Axyris caucasica là loài thực vật có hoa thuộc họ Dền. Loài này được (Sommier & Levier) Lipsky mô tả khoa học đầu tiên năm 1906.